# Pratinha
Pratinha är en kommun i Brasilien.   Den ligger i delstaten Minas Gerais, i den sydöstra delen av landet, 500 km söder om huvudstaden Brasília. Antalet invånare är 3 285.
Omgivningarna runt Pratinha är huvudsakligen savann. Runt Pratinha är det mycket glesbefolkat, med 4 invånare per kvadratkilometer.